# Ла-Гарп (Канзас)
Ла-Гарп (англ. La Harpe) — місто (англ. city) в США, в окрузі Аллен штату Канзас. Населення — 480 осіб (2020).

## Географія
Ла-Гарп розташована за координатами 37°55′10″ пн. ш. 95°18′23″ зх. д. / 37.91944° пн. ш. 95.30639° зх. д. (37.919516, -95.306353).  За даними Бюро перепису населення США в 2010 році місто мало площу 2,13 км², з яких 2,13 км² — суходіл та 0,00 км² — водойми.

## Демографія
Згідно з переписом 2010 року, у місті мешкало 578 осіб у 234 домогосподарствах у складі 161 родини. Густота населення становила 271 особа/км².  Було 273 помешкання (128/км²).
Расовий склад населення:
| - 93,6 % — білих - 1,4 % — чорних або афроамериканців - 1,2 % — корінних американців - 0,9 % — азіатів - 1,0 % — осіб інших рас |

До двох чи більше рас належало 1,9 %. Частка іспаномовних становила 1,6 % від усіх жителів.
За віковим діапазоном населення розподілялося таким чином: 22,3 % — особи молодші 18 років, 60,9 % — особи у віці 18—64 років, 16,8 % — особи у віці 65 років та старші. Медіана віку мешканця становила 42,2 року. На 100 осіб жіночої статі у місті припадало 108,7 чоловіків;  на 100 жінок у віці від 18 років та старших — 104,1 чоловіків також старших 18 років.
Середній дохід на одне домашнє господарство  становив 39 377 доларів США (медіана — 34 500), а середній дохід на одну сім'ю — 44 047 доларів (медіана — 37 917). Медіана доходів становила 27 083 долари для чоловіків та 25 739 доларів для жінок. За межею бідності перебувало 12,4 % осіб, у тому числі 16,5 % дітей у віці до 18 років та 8,1 % осіб у віці 65 років та старших.
Цивільне працевлаштоване населення становило 269 осіб. Основні галузі зайнятості: виробництво — 25,7 %, освіта, охорона здоров'я та соціальна допомога — 17,8 %, мистецтво, розваги та відпочинок — 10,8 %, роздрібна торгівля — 10,4 %.